# Louder Than Words
Louder Than Words és el quart disc en solitari i d'estudi del cantant nord-americà de rhythm and blues Lionel Richie que va aparèixer el 16 d'abril de 1996 després de deu anys de silenci musical.

## Composició
Després d'anys d'intenses gires i gravacions, Richie patia símptomes d'burnout el març de 1986. Tot i que només tenia la intenció de prendre's un any de vacances, el seu pare, Lionel Richie Sr., es va emmalaltir abans de morir el 1990. Després de la seva mort, Richie va lluitar amb el que va descriure com "una depressió massiva". Al mateix temps, es va divorciar de la seva primera dona Brenda Harvey després de gairebé dues dècades de matrimoni. Just després, enmig de l'alliberament. del seu primer àlbum recopilatori Back to Front (1992) i la preproducció d'un nou àlbum d'estudi, el seu millor amic va informar a Richie que s'estava morint de [ Causes relacionades amb SIDA. No va ser fins a la seva mort, que Richie es va sentir preparat per produir música nova. Donant la benvinguda al seu segon fill, el fill Miles, amb la seva segona dona Diane Alexander el maig de 1994, finalment va ajudar a impulsar un retorn a la gravació. En una entrevista de 2018 a la revista People, Richie va comentar: " No sabien què dimonis em dedicava per guanyar-me la vida, així que vaig pensar en aquell moment, tornem enrere i demostrem als nens el que faig. I aquest va ser l'incentiu. Em vaig adonar que això és el que hauria de fer."

## Llista de temes
1. Still In Love – 4:33
2. I Wanna Take You Down – 5:01
3. Can't Get Over You – 4:33
4. Change – 5:01
5. Nothing Else Matters – 4:34
6. Ordinary Girl – 5:01
7. Say I Do – 5:01
8. Paradise – 5:02
9. Don't Wanna Lose You – 5:01
10. Now You're Gone – 5:43
11. Lovers At First Sight – 6:59
12. Climbing – 6:26

L'edició italiana va incloure el bonus track Amo, t'amo, ti Amo, una versió italiana de la cançó Still In Love.